# Willy-August Linnemann
Willy-August Linnemann, född 4 juni 1914 i Harrislee (da. Harreslev) i Sydslesvig, död 22 augusti 1985 i Gentofte, var en dansk sydslesvigsk författare.

## Biografi
Linnemann föddes av danska föräldrar i Tyskland, men blev dansk medborgare 1936. Hans härkomst från Sydslesvig, där danskan är hårt trängd, är ett förhållande som präglar de flesta av hans böcker.  Han skrev utifrån en värde-konservativ samhällskritik och försökte anknyta det lokala till den europeiska gemenskapsidén.
Romansviten Bogen om det skjulte ansigt (1 - 5, 1958 - 66) tilldrar sig i Flensburg under andra världskriget och innehåller frodiga berättelser inom en ram som anknyter till Giovanni Boccaccio. En lika stor romansvit åren 1968 - 75 skildrar en sydslesvigsk syskonkrets öden. 
Linnemann skrev också ett antal radiopjäser och pjäsen I Schleswig, som uppfördes på Folkteatern 1946.